# Trólebus de Belo Horizonte
O Trólebus de Belo Horizonte foi um sistema de transporte público operado por trólebus na cidade de Belo Horizonte entre 1953 e 1969, quando foi desativado e seus veículos e equipamentos vendidos para a cidade de Recife. Em 1986 ocorreu uma tentativa de se reativar o sistema, com novos veículos adquiridos e parte da rede elétrica instalada. O projeto, porém, foi cancelado por um suposto desvio de recursos obtidos junto ao Banco Mundial e os veículos e demais equipamentos vendidos para a cidade de Rosário, Argentina.

## História
Com o final da Segunda Guerra Mundial a população de Belo Horizonte cresceu, assim como a sua necessidade de deslocamentos. Em 1947 os ônibus e lotações transportaram 9,9 milhões de passageiros. Já em 1951 eram 38 milhões, forçando a estrutura existente de transporte (formada por ônibus e bondes). Após a implantação do trólebus em São Paulo em 1949, Belo Horizonte se voltou para esse sistema de transporte. As obras de implantação foram iniciadas na gestão do prefeito Américo Renné Gianett no início dos anos 1950. O primeiro trecho, linha Coração de Jesus, com 2,8 km de extensão e 4 veículos Twin Coach importados dos Estados Unidos e montados no Brasil, foi inaugurado em 30 maio de 1953. Entre maio e dezembro de 1953 fora transportados 1.422.957 passageiros. Mesmo com a troca de gestões o projeto foi sendo ampliado, com mais quilômetros sendo adicionados à rede que atingiu seu auge em 1963 quando possuía 31,8 quilômetros e 59 veículos.
Até o final da década de 1960 o sistema passou a ser desativado aos poucos, sob a justificativa de alto custo de manutenção. O último trólebus foi desativado em 22 de janeiro de 1969 enquanto veículo e equipamentos foram adquiridos por Recife, onde funcionaram até 2001.

### Tentativa de reimplantação
Em 1984 a EBTU repassou uma verba de Cr$ 4 bilhões para a Companhia de Transportes Urbanos da Região Metropolitana de Belo Horizonte (Metrobel) reimplantar um sistema de trólebus entre o centro da capital e Venda Nova.
Foram adquiridos, em fevereiro de 1986, 55 trólebus por 81 bilhões de cruzados junto a um consórcio formado pelas empresas Tectronic-Avibras e Marcopolo, com prazo de entrega previsto para junho a dezembro de 1986.
O Banco Mundial financiou um empréstimo de 50 milhões de dólares como verba complementar ao projeto. O primeiro trólebus tinha previsão de ser testado em janeiro de 1987. No entanto, cerca de 22 milhões de dólares foram desviados do projeto, causando a paralisação do mesmo. Acusações feitas à época pelo então deputado Hélio Costa eram de que o dinheiro foi usado para alimentar a campanha política de Newton Cardoso ao governo de Minas Gerais.
Apesar de possuir 42 trólebus, subestações, postes e parte da rede elétrica instaladas, o projeto foi abandonado pelo governo de Cardoso em 1989, que o substituiu por um projeto de bondes elétricos. Cardoso assinou uma carta de intenções para adquirir 36 bondes da empresa checa Skoda, porém a aquisição nunca foi efetuada.
Para diminuir o prejuízo, após um armazenamento de quase seis anos na fábrica da Marcopolo, Dos trólebus, 20 foram vendidos para a cidade de Rosário na Argentina e 22 para o sistema de trólebus do Corredor Metropolitano São Mateus–Jabaquara enquanto 2 permaneceram abandonados, até a atualidade.

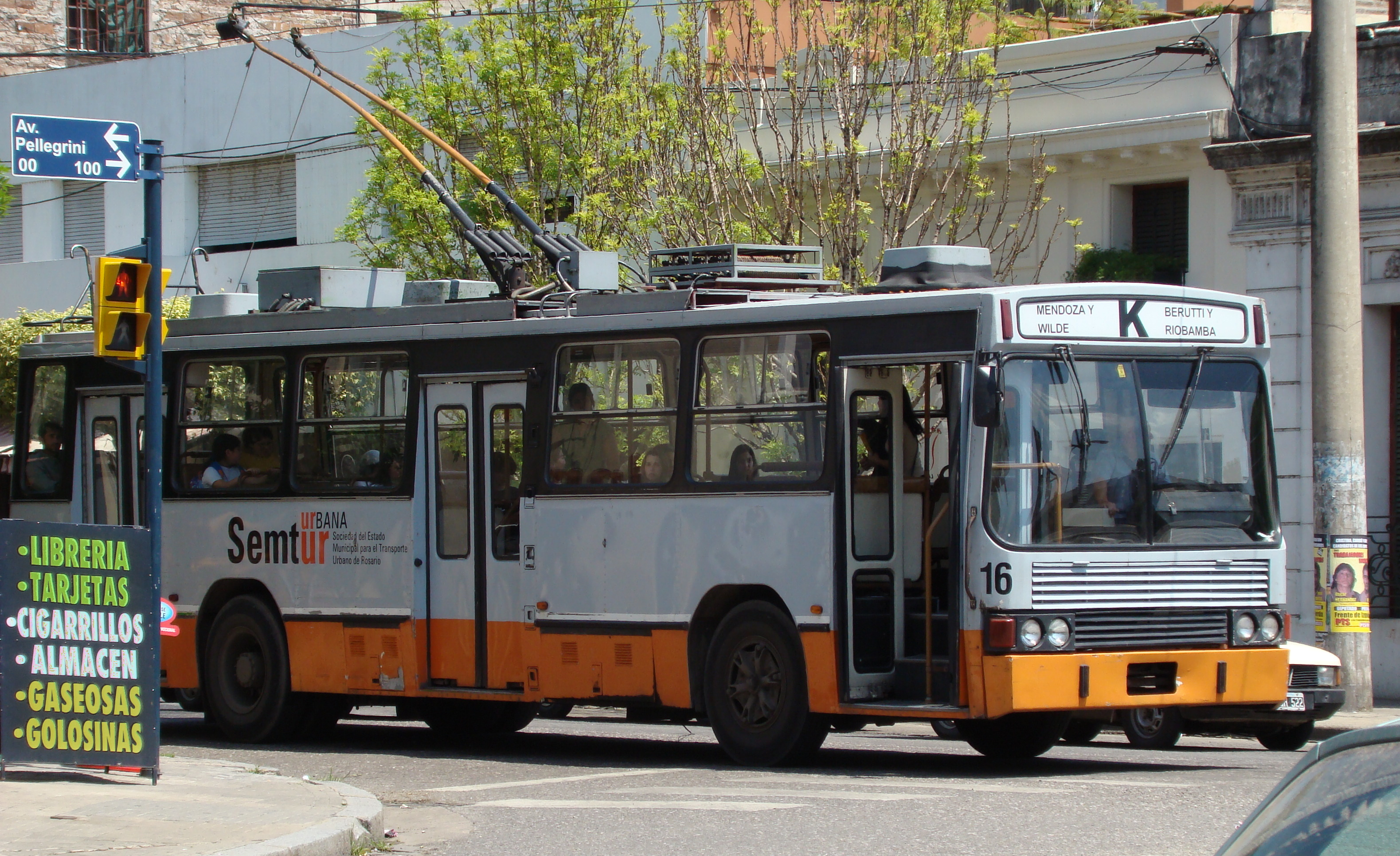
Trólebus Tectronic-Avibras/Marcopolo Torino operando em Rosário, Argentina.
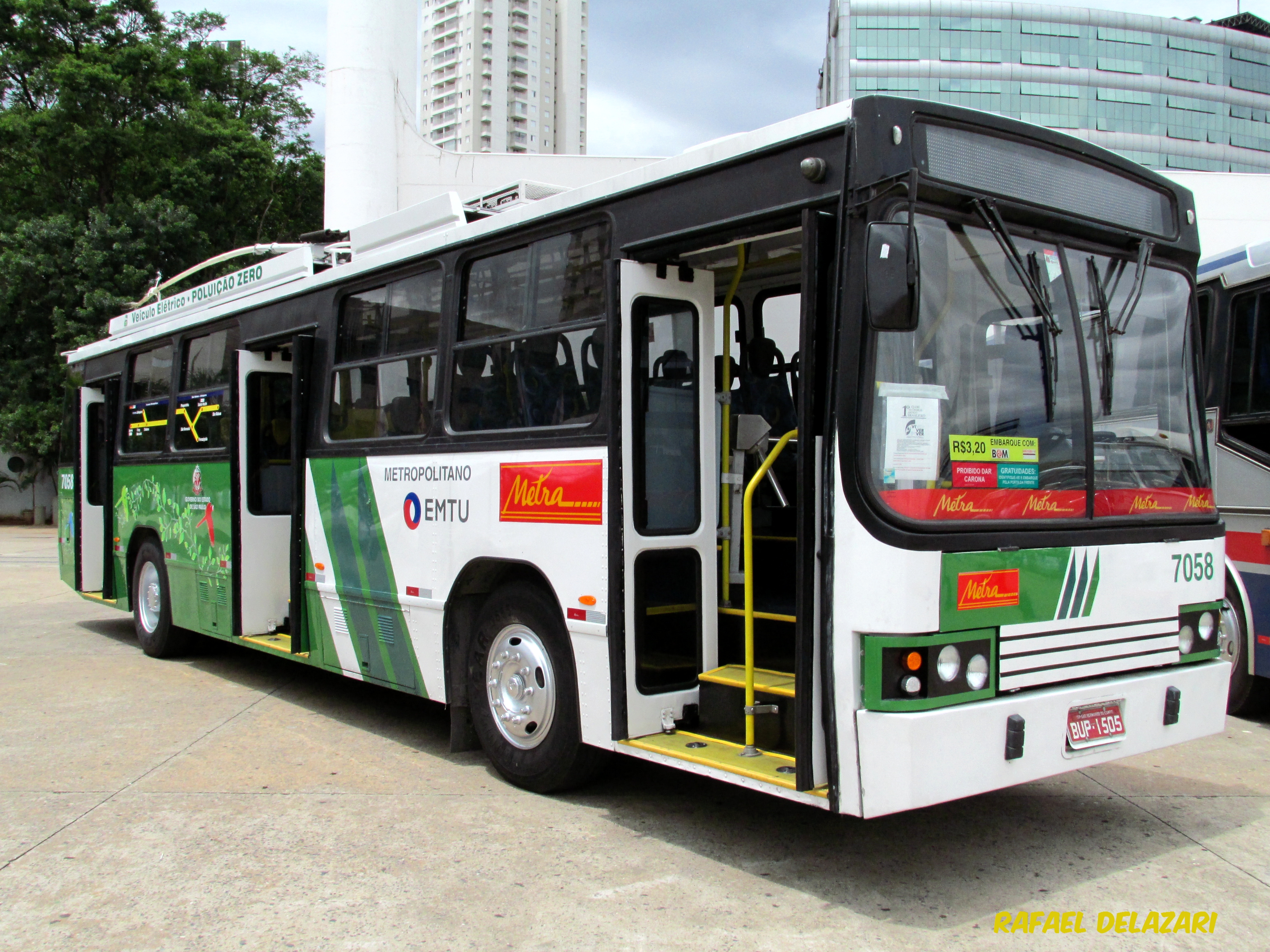
Um dos 22 trólebus Tectronic-Avibras/Marcopolo Torino operados em São Paulo pela Metra

## Características do sistema

### Frota

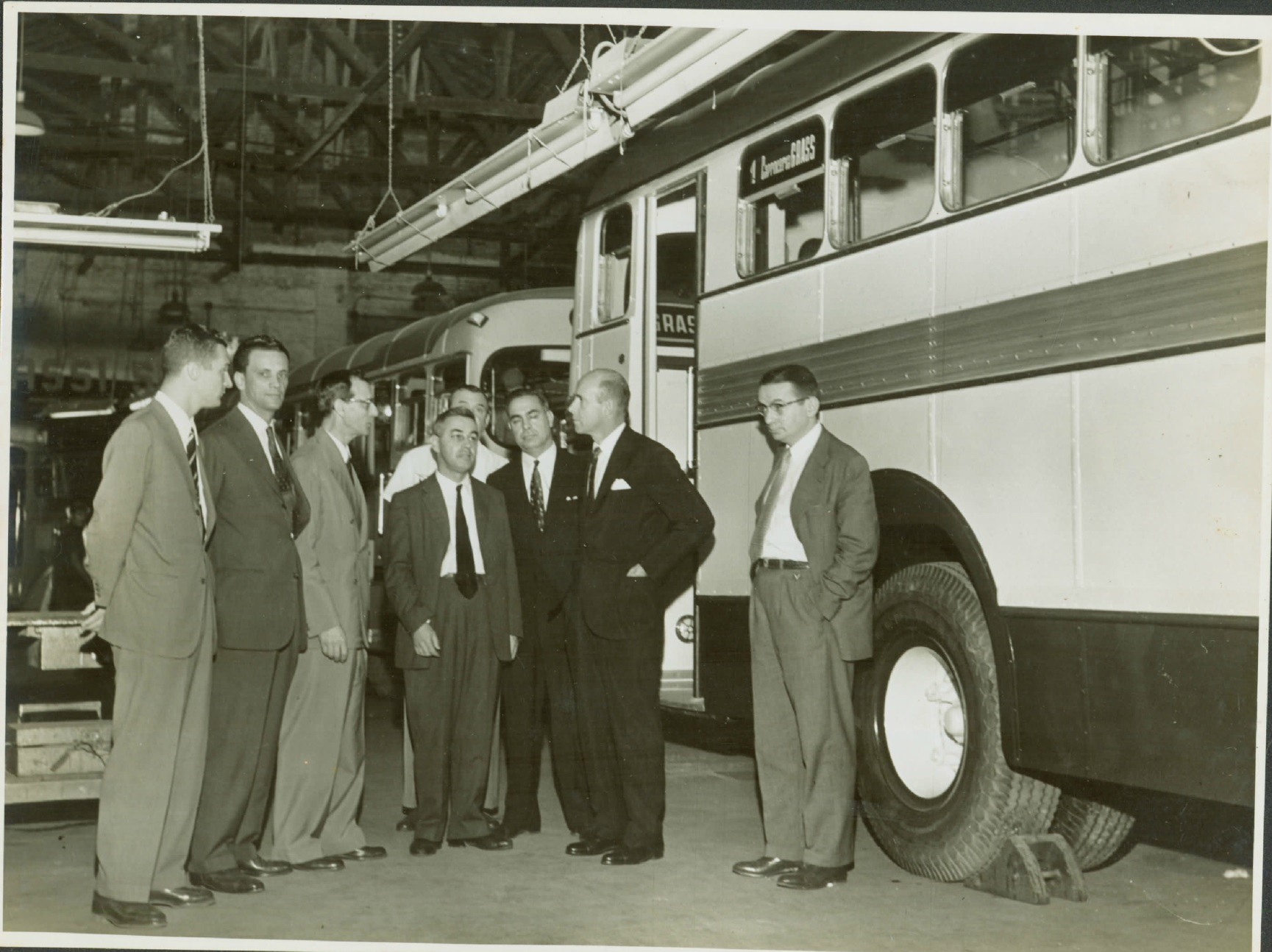
O prefeito Celso Mello de Azevedo (segundo da direita para a esquerda) visitando a fábrica de trólebus Villares em São Paulo, 1957.
Arquivo Público Mineiro.

Para a inauguração do sistema de trólebus, Belo Horizonte encomendou em 1952 4 veículos Twin Coach importados dos Estados Unidos e montados no Brasil pela Companhia Paulista de Material Elétrico. Posteriormente a prefeitura estudou a compra de 16 novos trólebus. Essa encomenda só foi efetuada em 1959, quando foi ampliada para 50 trólebus Marmon-Herrington, importados dos Estados Unidos. Os veículos chegaram entre 1959 e 1960 e ficaram um bom tempo parados em um depósito da alfândega do porto do Rio de Janeiro por falta de pagamento de impostos e fretes à Marmon-Herrington. Apesar da prefeitura declarar não ter recursos para quitar as dívidas em menos de 3 meses, as taxas foram pagas e eles passaram a atender a cidade a partir de 1960. Em 1963 ocorreu a última aquisição de veículos. Pela primeira vez foram adquiridos veículos nacionais, sendo 5 unidades fabricadas pelas empresas Massari e Villares. Em 1969 a frota foi desativada precocemente. Os trólebus Twin Coach tiveram um fim desconhecido enquanto que os 55 trólebus Marmon Herrington e Massari/Villares foram adquiridos pela cidade do Recife. No Recife os trólebus, adquiridos de Belo Horizonte, operaram até a desativação do sistema em 2001.
| Nº      | Origem | Ano     | Fabricante | Desativação                          |
| ------- | ------ | ------- | --- | ------------------------------------ |
| 501-504 | EUA    | 1952    | Twin Coach Company (equip. elétricos, chassi e carroceria) Companhia Paulista de Material Elétrico (montagem) | 1969                                 |
| 700-750 | EUA    | 1959/60 | Marmon-Herrington                                                                                             | 1969 (Belo Horizonte)/ 2001 (Recife) |
| ??      | Brasil | 1963    | Villares (equip. elétricos) Massari (chassi e carroceria)                                                     | 1969 (Belo Horizonte)/ 1980 (Recife) |

### Passageiros Transportados
Segundo os relatórios anuais entregues pelos prefeitos de Belo Horizonte à Câmara Municipal entre 1954 e 1969, o número de passageiros transportados pelos trólebus em todo o seu período de funcionamento foi de 179 milhões:
| Ano  | Passageiros | Ano   | Passageiros                   |
| ---- | ----------- | ----- | ----------------------------- |
| 1953 | 1.422.957   | 1962  | 28.650.000                    |
| 1954 | 3.352.730   | 1963  | 30.687.000                    |
| 1955 | 3.502.964   | 1964  | 24.001.000                    |
| 1956 | 4.044.000   | 1965  | 26.000.000                    |
| 1957 | 3.958.000   | 1966  | 21.532.000 (janeiro-novembro) |
| 1958 | 4.498.000   | 1967  | 10.498.000 (janeiro-setembro) |
| 1959 | 4.349.000   | 1968  | 6.224.398                     |
| 1960 | 13.261.000  | 1969  | 102.280 (até 22 de janeiro)   |
| 1961 | 25.024.000  | Total | 179.077.329                   |